# Forte da Igreja (São Mateus da Calheta)

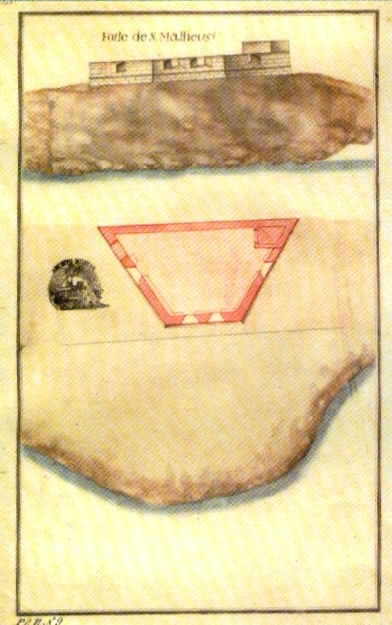
Forte de São Mateus (José Rodrigo de Almeida, 1830, GEAEM).

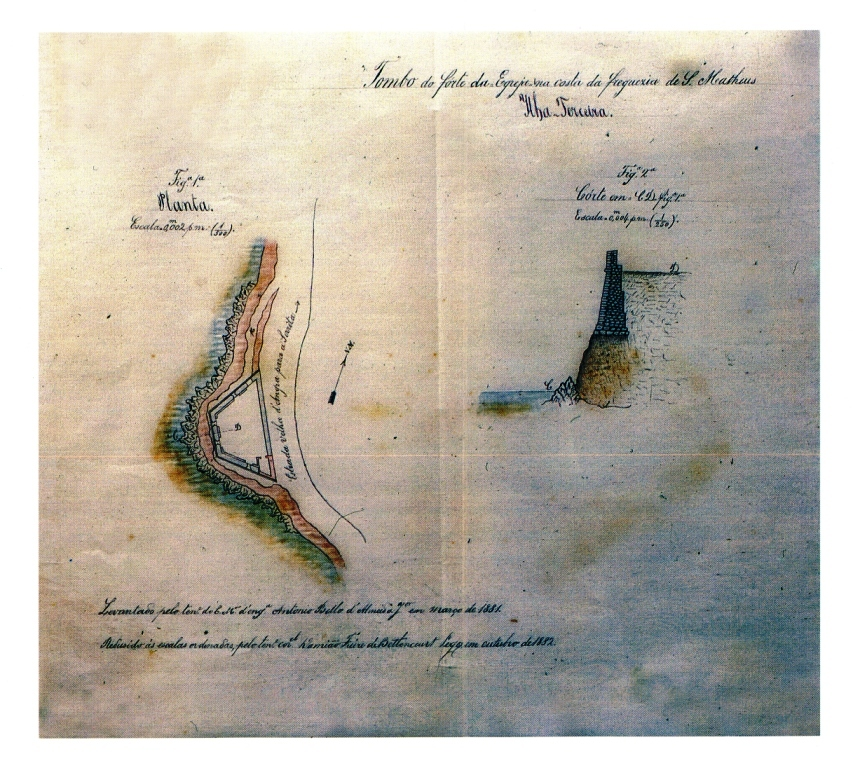
Planta do Forte da Igreja (António Belo de Almeida Jr.; Damião Pego, 1881-1882.)

O Forte de São Mateus da Calheta, também referido como Forte da Igreja, localizava-se na ponta de São Mateus, na freguesia de São Mateus da Calheta, concelho de Angra do Heroísmo, na costa sul da ilha Terceira, nos Açores.
Em posição dominante sobre este trecho do litoral, última enseada a oeste de Angra com condições para se efetuar um desembarque, constituiu-se em uma fortificação destinada à defesa deste ancoradouro contra os ataques de piratas e corsários, outrora frequentes nesta região do oceano Atlântico. Erguia-se entre o Forte do Negrito e o Forte do Terreiro, com quem cruzava fogos, vizinho à Igreja Velha de São Mateus da Calheta, destruída pelo ciclone de 1893. A atual Igreja de São Mateus foi erguida, anos mais tarde, em novo local, junto ao porto de São Mateus da Calheta.

## História
Foi uma das fortificações erguidas na Terceira no contexto da crise de sucessão de 1580 pelo então corregedor dos Açores, Ciprião de Figueiredo e Vasconcelos, conforme o plano de defesa da ilha elaborado por Tommaso Benedetto em 1567, após o ataque do corsário francês Pierre Bertrand de Montluc ao Funchal (outubro de 1566), intentado e repelido em Angra no mesmo ano (1566):
"Não havia naquele tempo [Crise de sucessão de 1580] em toda a costa da ilha Terceira alguma fortaleza, excepto aquela de S. Sebastião, posto que em todas as cortinas do sul se tivessem feito alguns redutos e estâncias, nos lugares mais susceptíveis de desembarque inimigo, conforme a indicação e plano do engenheiro Tomás Benedito, que nesta diligência andou desde o ano de 1567, depois que, no antecedente de 1566, os franceses, comandados pelo terrível pirata Caldeira, barbaramente haviam saqueado a ilha da Madeira, e intentado fazer o mesmo nesta ilha, donde parece que foram repelidos à força das nossas armas."
A seu respeito, DRUMMOND registou:
"Os mais fortes que Ciprião de Figueiredo mandou edificar nos lugares já de antes designados, são os seguintes: dentro na baía da cidade, entre a mencionada fortaleza de Santo António e o Porto Novo, edificou-se outro forte; correndo para o poente, onde se chama a Prainha, outro, e todos com artilharia, fechados, e de uns a outros iam muros com seus cordões, e corredores por dentro, e com boas portas para terra. Edificou-se mais adiante a fortaleza de São Mateus, o forte da Calheta, e o do Negrito; e dali até à Serreta fizeram-se trincheiras em poucos lugares, por ser costa mui brava."
Era aqui, na altura da freguesia de São Mateus, que as naus de torna-viagem das Índias, em busca do porto de Angra, salvavam pela primeira vez.
No contexto da Guerra da Sucessão Espanhola (1702-1714) encontra-se referido como "O Reduto de S. Matheus." na relação "Fortificações nos Açores existentes em 1710".
Com a instalação da Capitania Geral dos Açores, o seu estado foi assim reportado em 1767:
"34º - Reducto de São Matheus. Precisa porta nova; tem tres canhoneiras com tres peças de ferro boas e os seus reparos bons, e para se guarnecer precisa de tres artilheiros e doze auxiliares."
Encontra-se referido como "31. Reducto de S. Matheus da Calheta" no relatório "Revista aos fortes que defendem a costa da ilha Terceira", do Ajudante de Ordens Manoel Correa Branco (1776), que assinala: "Este reducto náo careçe de obra algua."
No contexto da Guerra Civil Portuguesa (1828-1834) voltou a revestir-se de importância estratégica, constando o seu alçado e planta, sob o nº 23, na "Colecção de Plantas e Alçados de 32 Fortalezas dos Açores, por Joze Rodrigo d'Almeida em 1830", atualmente no Gabinete de Estudos de Arquitetura e Engenharia Militar, em Lisboa.
A "Relação" do marechal de campo Barão de Bastos em 1862 informa que se encontrava incapaz desde longos anos.
Quando da realização do tombo, em 1881, foi inspecionado pelo tenente de engenharia António Belo de Almeida Júnior, que o encontrou em bom estado de conservação, embora reparasse na fraca consistência das barreiras em que assentava, apenas protegidas pela rocha baixa que as orlava.
Em 28 de agosto de 1893, um ciclone excepcionalmente forte foi-lhe fatal, assim como à vizinha Igreja de São Matheus.
Esta estrutura não chegou até aos nossos dias.

## Características
De tipo abaluartado, era de pequenas dimensões com planta no formato de um trapézio isósceles, ocupando uma área de 204 metros quadrados. Em suas muralhas, de cantaria de pedra, rasgavam-se quatro canhoneiras, duas pelo lado menor e uma em cada um dos lados não paralelos. No intervalo das canhoneiras, a muralha era guarnecida por banquetas para a fuzilaria. No vértice leste erguia-se uma pequena edificação com a função de paiol e de casa da palamenta.
O acesso era feito, a partir de uma estrada pública, por uma rampa até um portão simples rasgado na muralha até ao cordão de rampa, tendo 1,4 metros de largura.